# Governo Kristrún Frostadóttir
O Governo Kristrún Frostadóttir  é um governo de coligação, formado a partir das eleições legislativas na Islândia em 2024.  
Integra a Aliança Social Democrática (social-democrata), o Partido da Reforma (liberal, ecologista, europeísta) e o Partido do Povo (populista).
Iniciou o seu mandato em 21 de dezembro de 2024.

| Governo                       | Primeira-ministra     | Partidos                                                                                                   |
| ----------------------------- | --------------------- | --- |
| Governo Kristrún Frostadóttir | Kristrún Frostadóttir | Aliança Social Democrática (Samfylkingin) Partido da Reforma (Viðreisn) Partido do Povo (Flokkur fólksins) |